# تود ماكفرلين
تود ماكفرلين (بالإنجليزية: Todd McFarlane) (مواليد 16 مارس 1961) هو رسام كاريكاتير، فنان، كاتب، مصمم ألعاب ورائد أعمال كندي، معروف بعمله في كتب القصص المصورة. في أواخر الثمانينات وبداية التسعينات أصبح ماكفرلين نجما في مجال كتب القصص المصورة بسبب عمله على سلسلة مارفل كومكس الرجل العنكبوت.

## روابط خارجية
- تود ماكفرلين على موقع IMDb (الإنجليزية)
- تود ماكفرلين على موقع الموسوعة البريطانية (الإنجليزية)
- تود ماكفرلين على موقع ألو سيني (الفرنسية)
- تود ماكفرلين على موقع ميوزك برينز (الإنجليزية)
- تود ماكفرلين على موقع أول موفي (الإنجليزية)
- تود ماكفرلين على موقع قاعدة بيانات الأفلام السويدية (السويدية)
- تود ماكفرلين على موقع إن إن دي بي (الإنجليزية)
- تود ماكفرلين على موقع أول ميوزيك (الإنجليزية)
- تود ماكفرلين على موقع ديسكوغز (الإنجليزية)
- تود ماكفرلين على موقع قاعدة بيانات الفيلم (الإنجليزية)